# Calliergidium
Calliergidium es un género de musgos hepáticas perteneciente a la familia Amblystegiaceae. Comprende 6 especies descritas y de estas, solo 2 aceptadas:

## Taxonomía
El género fue descrito por Abel Joel Grout y publicado en Moss Flora of North America 3: 100. 1931. La especie tipo es: C. bakeri (Renauld) Grout (=Hypnum bakeri Renauld)

## Especies aceptadas
A continuación se brinda un listado de las especies del género Calliergidium aceptadas hasta junio de 2013, ordenadas alfabéticamente. Para cada una se indica el nombre binomial seguido del autor, abreviado según las convenciones y usos.
- Calliergidium amblyphyllum (R.S. Williams) Grout
- Calliergidium pseudostramineum (Müll. Hal.) Grout